# (23405) Nisyros
(23405) Nisyros (1973 SB1) – planetoida z pasa głównego asteroid okrążająca Słońce w ciągu 7,89 lat w średniej odległości 3,96 j.a. Odkryta 19 września 1973 roku.